# Den gamle
Den gamle är en dikt som tillhör diktsamlingen Kolvaktarens visor skriven av författaren och poeten Dan Andersson. Kolvaktarens visor bildar tillsammans med Dan Anderssons andra diktsamling Svarta ballader boken Dan Anderssons dikter som publicerades i Sverige år 2003. 

## Form och innehåll
Kännetecknet för Dan Anderssons dikter är att de alltid har ett tema som innehåller någon form av frågeställning kring de stora livsfrågorna. Dikten Den gamle är inget undantag gällande det. Den är en dyster men lättande dikt vars tema är döden. Förutom döden brukar Dan Anderssons dikter bygga på frågeställningar kring: kärlek, lidandets mening, synd och skuld, Guds existens och den sociala nöden. 
Dikten Den gamle är på 12 rader med 5-10 ord per rad, fördelade på tre stycken och med sammanlagt 89 ord. Diktens innehåll består av ett opersonligt diktjag som för någon annan berättar sina tankegångar kring sin egen död och sitt liv. Diktjaget upplever döden som något befriande och lättande. Döden beskrivs som om den är någonting man strävar efter, en befrielse och ett slut på elände. Två exempel från dikten som tydligt stödjer detta resonemang är: "Ur de djupaste djupen har jag kämpat mig hit" samt "Jag har levat ändå, vare detta min tröst". 
Dikten är skriven med korsrim vilket innebär att rad ett rimmar med rad tre och rad två rimmar med rad fyra: 
Ur de djupaste djupen jag kämpat mig hit,
se, jag kom från de eländas ort,
och vad undrar du då att min hjässa är vit
när en sådan vandring jag gjort?
Korsrimmen befinner sig i alla diktens tre stycken och bidrar till rymt och flyt. 

## Språk och stil
Följande exempel på  stilfigurer går att intensifiera i dikten: 
- Stegring: Tydligheten av temat i dikten, dvs döden, stegras allt eftersom dikten fortlöper. I första stycket skriver Dan Andersson på ett väldigt skickligt sätt genom att så kallat ge en vink åt läsaren och på så sätt få denna att förstå temat utan att behöva ge tydlighet och direkta svar. Under diktens gång blir det allt mer tydligt att temat är just döden, i tredje stycket har diktens tydlighet kring temat stegrat så mycket att läsaren kan konstatera att temat är döden. Exempel på tydligheten i sista stycket: "Den ska sluta att stappla, min styvnade fot, och mitt hjärta ska sluta att slå". Dessa meningar ger läsaren ett direkt konstaterande av situationen samt temat för dikten.

- Allitteration - upprepningar av stavelser i början av ord: "Den skall sluta att stappla, min styvnade fot"

## Ordval
Man kan mycket tydligt, genom att undersöka författaren Dan Anderssons ordval, upptäcka att dikten är skriven för så pass länge sedan som den faktiskt är, dvs år 1915. Dikten innehåller ord som hjässa och levat, vilka båda är ord som härstammar mycket långt tillbaka i vår historia. Ordvalen Dan Andersson använt sig av förhåller sig neutralt vilket innebär att diktens känsla, budskap och sammanhang inte förmedlas med hjälp av starka ord utan genomtänkt meningsbyggnad och utformning. 